# Удайрадж Ханал
Удайрадж Ханал (неп. उदयराज खनाल, англ. Udayaraj Khanal, нар. 14 січня 1955) — непальський космолог, викладач і популяризатор науки. Протягом 34 років він працював у Центральному відділі фізики Трібхуванського університету, а потім став там професором-емеритом. Виступає на наукові теми в непальській пресі й на телебаченні.

## Раннє життя
Ханал народився в родині Ядунатха та Камали Ханал 14 січня 1955 року. Його батько, Ядунатх Ханал, був першим непальським дипломатом, який служив послом Непалу в Індії, Китаї та США.

## Кар'єра
Ханал отримав ступінь доктора філософії з астрофізики в Делійському університеті. Він приєднався до фізичного факультету Трібхуванського університету у 1982 році та пішов на пенсію у 2016 році. В університеті він викладав математичну фізику, загальну теорію відносності та космологію. Брав активну участь у розробці навчальної програми з теоретичної фізики. Він також викладав у школі Рато Бангала в Лалітпурі.
Автор або співавтор понад 15 наукових публікацій.

## Популяризація науки
Ханал також відомий у Непалі як автор науково-популярних текстів для широкої громадськості. Він писав статті для газет і журналів «Kantipur», «Annapurna Post» і «Himal Khabarpatrika». Кілька разів він з'являвся на непальському телебаченні, а також на публічних форумах, де обговорював науку та спростовував популярні непальському суспільстві помилкові уявлення про науку.

## Нагороди та відзнаки
Нагороди Ханала включають:
- Нагорода за відмінну роботу (Excellent Service Award), Трібхуванський університет[en] (2002)
- Премія до Дня освіти (1993)
- Премія молодого вченого, Непальська академія науки і техніки[en] (1989)